# Вайман, Андреас
А́ндреас Ва́йман (нем. Andreas Weimann; род. 5 августа 1991[…], Вена) — австрийский футболист, нападающий клуба «Дерби Каунти» и сборной Австрии. Участник чемпионата Европы 2024.

## Клубная карьера

### Рапид
Будучи уроженцем Вены, Вайман начал свою карьеру в клубе «Штадлау», а в тринадцать лет перешел в венский «Рапид». Он оставался там в течение следующих трех лет, прежде чем подписал контракт с клубом Английской Премьер-лиги «Астон Виллой», присоединившись к бирмингемскому клубу вместе с другим австрийцем Домиником Хофбауэром. С тех пор Вайман часто упоминал, что по-прежнему переживает за «Рапид».

### Астон Вилла

#### Ранняя карьера
Вайман представлял клуб на Кубке мира 2009 года в матчах против «Ювентуса», «Атланте» и «Порту». Он быстро стал важной фигурой в резервной команде «Астон Виллы», особенно в сезоне 2009/10, когда заполнил пустоту, образовавшуюся после ухода Нейтана Делфунесо, и завершил сезон лучшим бомбардиром Южной резервной лиги, забив девять мячей. Затем Вайман подписал контракт, который связал его с клубом до июня 2012 года.
8 мая 2010 года Вайман был включен в предварительный состав на заключительный матч сезона против «Блэкберн Роверс» после того, как произвел впечатление на главного тренера Мартина О’Нила во время финального матча плей-офф против «Манчестер Юнайтед». Однако он не попал в число 18 игроков, участвовавших в финале. Несколько дней спустя он оказался в составе «Астон Вилла», которая выиграла турнир Hong Kong Soccer Sevens. Вайман сделал хет-трик в матче отборочной гонконгской лиги Яу Йи.
Вайман дебютировал в составе главной команды «Астон Вилла» 14 августа 2010 года, выйдя на замену Эшли Янгу на 86-й минуте в матче против «Вест Хэм Юнайтед» в первом туре Премьер-лиги. Исполняющий обязанности главного тренера «Виллы» Кевин Макдональд включил Ваймана в состав из 20 игроков, которые 19 августа отправились в Австрию на матч с бывшим клубом Андреаса венским «Рапидом» в рамках Лиги Европы УЕФА. Он вышел на замену Марку Олбрайтону на 79-й минуте, но через три минуты получил травму. Он не играл до января 2011 года, после чего вернулся к полноценным тренировкам. В своей первой игре после возвращения за резервную команду он забил два гола в матче с «Арсеналом», который закончился со счётом 10:1.

#### Аренда в Уотфорд
19 января 2011 года Вайманн перешёл в «Уотфорд», выступавший в Чемпионшипе, на правах аренды до конца сезона 2010/11. Он дебютировал десять дней спустя в четвёртом раунде Кубка Англии в домашнем матче против лидера Лиги Один «Брайтон энд Хоув Альбион». Вайман заменил Уилла Бакли на последних десяти минутах встречи, которая завершилась поражением со счётом 1:0. Затем он дебютировал в Чемпионшипе в домашнем матче против «Кристал Пэлас» 1 февраля, забив гол на десятой минуте на «Викаридж Роуд», игра завершилась со счётом 1:1. Он продолжал играть за резервную команду «Астон Виллы» во время аренды, так как была договорённость между клубами. В общей сложности он сыграл за «Уотфорд» 19 матчей, забив 4 гола.
Вайман вернулся в «Астон Виллу» и впервые за долгое время вышел на поле в составе главной команды во втором раунде Кубка лиги против «Херефорд Юнайтед» в сезоне 2011/12, 23 августа 2011 года. Его выпустили на замену во втором тайме вместо Даррена Бента, а «Вилла» прошла в следующий этап турнира, благодаря победе со счетом 2:0. Три дня спустя, 26 августа, он подписал с «Вилланами» новый контракт, по которому оставался на «Вилла Парк» до 2014 года. Но всего через несколько часов после этого он вернулся в «Уотфорд» на правах аренды до января 2012 года. Он провел три матча в Чемпионшипе против «Бирмингем Сити», «Рединга» и «Барнсли», а 23 сентября был досрочно отозван из-за «эпидемии травм» в «Астон Вилле».

#### Возвращение в Астон Виллу
После возвращения в клуб Вайман сразу же попал в состав на выездную игру с «Куинз Парк Рейнджерс». 10 марта 2012 года, выйдя на замену Шарлю Н’Зогбия, Вайман забил свой первый гол за «Виллу» на 92-й минуте, принеся команде победу над «Фулхэмом» со счётом 1:0 на «Вилла Парк». Гол был забит после удара Гари Гарднера, который был отражён вратарём «Фулхэма» Марком Шварцером.
10 ноября 2012 года Вайман забил два гола в домашнем матче против «Манчестер Юнайтед», увы, но его двух мячей не хватило, чтоб уйти от поражения — бирмингемцы проиграли со счетом 3:2 на «Вилла Парк». Сам Вайман был встречен овациями стоя, когда его заменили. 11 декабря он снова забил дважды, а «Вилла» обыграла «Норвич Сити» со счетом 4:1, что позволило им выйти в полуфинал Кубка лиги. Четыре дня спустя Вайман забил второй гол «Виллы» в гостях в ворота «Ливерпуля» после комбинации с Кристианом Бентеке, что привело к победе со счетом 3:1. Затем Вайман оформил по голу в двух матчах полуфинала Кубка лиги в ворота «Брэдфорд Сити». Однако во второй встрече его гол на 89-й минуте был забит слишком поздно для «Виллы», так как в итоге они вылетели из турнира, проиграв по сумме двух матчей со счетом 4:3. Вайман завершил сезон с 12 голами в 38 матчах во всех турнирах.
Вайманн открыл счёт своим голам в сезоне 2013/14 28 августа 2013 года, забив гол с 25-ярдовой (23 м.) дистанции в ворота «Ротерем Юнайтед» в матче Кубка лиги, который закончился со счётом 3:0 в пользу «Астон Виллы». Его второй гол, забитый месяц спустя, стал решающим в домашнем матче против «Манчестер Сити», который закончился победой 3:2. 3 мая 2014 года Вайман забил два гола в ворота «Халл Сити» в матче, завершившемся победой со счётом 3:1 и обеспечившим «Вилле» сохранение места в Премьер-лиге.
Вайманн вышел в стартовом составе «Виллы» в первом матче сезона 2014/15 против «Сток Сити» и забил единственный гол на 50-й минуте. Вайман также забил в матче 4-го раунда Кубка Англии против «Борнмута», став автором второго гола в победном матче на «Вилла Парк» со счётом 2:1. В этом последнем для него сезоне он всё реже выходил в стартовом составе под руководством Тима Шервуда.

### Дерби Каунти
18 июня 2015 года Вайман присоединился к «Дерби Каунти» по четырехлетнему контракту за нераскрытую сумму, которая, по оценкам The Derby Evening Telegraph, составила 2 миллиона фунтов стерлингов. 31 октября он забил свой первый гол за «Баранов» на 7-й минуте в победном матче против «Ротерем Юнайтед» (3:0).

#### Аренда в Вулверхэмптон Уондерерс
Проведя в стартовом составе всего один матч в Чемпионшипе в сезоне 2016/17,  19 января 2017 года Вайман присоединился к «Вулверхэмптон Уондерерс» на правах аренды до конца сезона. Он дебютировал за клуб два дня спустя, выйдя на замену в игре с «Норвичем», в которой «Волки» проиграли со счетом 3:1. 28 января нападающий впервые вышел в стартовом составе и забил свой первый гол за клуб в победном матче Кубка Англии против «Ливерпуля» (2:1) на «Энфилде».

### Бристоль Сити
3 июля 2018 года Вайман подписал трёхлетний контракт с возможностью продления ещё на год с клубом Чемпионшипа «Бристоль Сити» за неназванную сумму. 30 марта 2019 года он сделал свой первый в карьере хет-трик, когда «Робинс» обыграли «Шеффилд Юнайтед» со счётом 3:2 на «Брэмолл Лейн», доведя свой личный счёт забитым мячам до 9 голов, что стало его лучшим результатом в сезоне. Его хет-трик стал первым для игрока «Бристоль Сити», забившего на выезде в двух высших дивизионах английского футбола после Кевина Маббатта в 1978 году.
24 октября 2020 года Вайман получил травму передней крестообразной связки в матче против «Суонси Сити» и выбыл на срок до девяти месяцев. В сезоне 2021/22 он забил 22 гола в Чемпионшипе, установив личный рекорд по количеству голов за сезон.

#### Аренда в Вест Бромвич Альбион
15 января 2024 года Вайман перешёл в клуб Чемпионшипа «Вест Бромвич Альбион» на правах аренды до конца сезона. 3 февраля 2024 года он забил свой первый гол за «Вест Бром» на 85-й минуте в своём втором матче и домашнем дебюте за клуб против принципиального соперника «Бирмингем Сити» (1:0).
Вайман покинул «Бристоль Сити» по истечении срока действия контракта в конце сезона 2023/24.

### Блэкберн Роверс
1 августа 2024 года Вайман подписал контракт с «Блэкберн Роверс» сроком на один год. Он забил свой первый гол за клуб в дебютном матче, в котором «Блэкберн Роверс» обыграл его бывший коллектив «Дерби Каунти» со счётом 4:2. 1 марта 2025 года в драматическом матче против «Норвич Сити», который стал первым для нового главного тренера «бродяг» Валерьена Исмаэля, «Роверс» пропустили на 90-й минуте встречи, а Вайман спас команду забитым голом на 96 минуте. К сожалению, 6 марта 2025 года «Блэкберн Роверс» объявили, что в игре с «Канарейками» нападающий получил разрыв латерального мениска коленного сустава, завершив сезон 2024/25 досрочно.

## Карьера в сборной

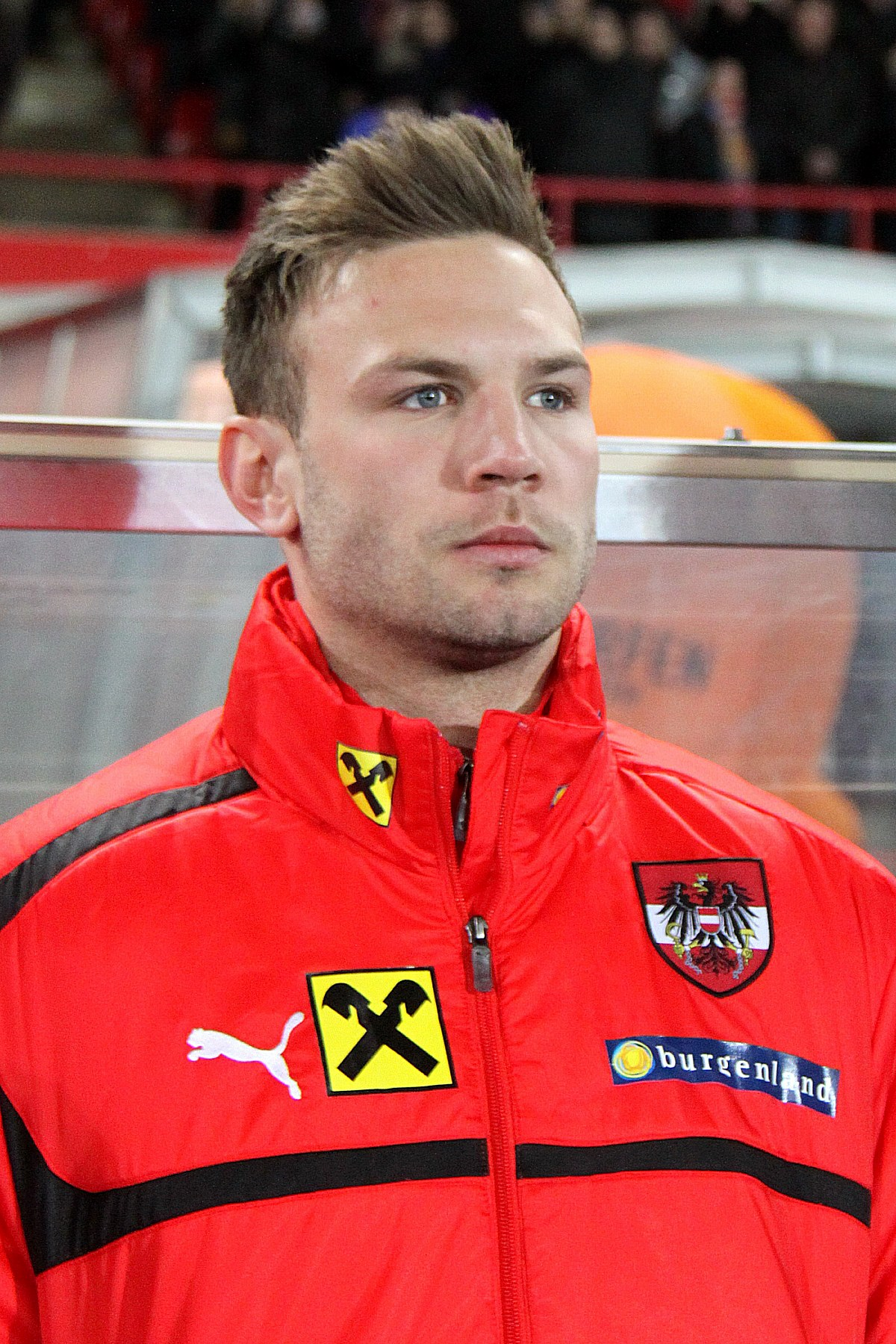
Вайман в сборной Австрии в 2013

Вайман выступал за Австрию на уровнях U-17, U-19 и U-21. Он забил свой первый гол за сборную U-21 в матче отборочного турнира Чемпионата Европы 2011 года среди юношей до 21 года против сборной Шотландии 5 сентября 2009 года. Он забил на 57-й минуте, всего через две минуты после того, как вышел на замену вместо Марка Санду. Два других его гола в отборочном турнире были забиты в матчах против Азербайджана и Албании.
В июле 2010 года Вайманн был вызван в сборную Австрии до 19 лет на Чемпионат Европы по футболу среди юношей до 19 лет. Вайман сыграл во всех трёх матчах Австрии и встретился со своим товарищем по команде «Астон Виллы» Нейтаном Делфунесо в проигранном матче против Англии со счётом 3:2.
12 октября 2012 года Вайман дебютировал в составе сборной Австрии в выездном матче против Казахстана, завершившемся со счётом 0:0. Он вышел на 84-й минуте вместо Мартина Харника в отборочном матче Чемпионата Мира по футболу 2014 года.
В марте 2022 года Вайман был вызван в сборную Австрии на матч плей-офф отборочного турнира Чемпионата Мира по футболу 2022 года против Уэльса. Это был его первый вызов за семь лет. 10 июня того же года он забил свой первый гол за сборную в матче против Франции, который вывел Австрию вперёд в игре Лиги наций УЕФА, завершившейся со счётом 1:1.

## Статистика выступлений

### Клубная
| Клуб                             | Сезон            | Лига             | Лига | Лига | Кубок Англии | Кубок Англии | Кубок Лиги | Кубок Лиги | Прочие | Прочие | Итого | Итого |
| Клуб                             | Сезон            | Дивизион         | Игры | Голы | Игры         | Голы         | Игры       | Голы       | Игры   | Голы   | Игры  | Голы  |
| -------------------------------- | ---------------- | ---------------- | ---- | ---- | ------------ | ------------ | ---------- | ---------- | ------ | ------ | ----- | ----- |
| Астон Вилла                      | 2010–11          | Премьер-лига     | 1    | 0    | 0            | 0            | 0          | 0          | 1      | 0      | 2     | 0     |
| Астон Вилла                      | 2011–12          | Премьер-лига     | 14   | 2    | 0            | 0            | 1          | 0          | —      | —      | 15    | 2     |
| Астон Вилла                      | 2012–13          | Премьер-лига     | 30   | 7    | 2            | 1            | 6          | 4          | —      | —      | 38    | 12    |
| Астон Вилла                      | 2013–14          | Премьер-лига     | 37   | 5    | 1            | 0            | 1          | 1          | —      | —      | 39    | 6     |
| Астон Вилла                      | 2014–15          | Премьер-лига     | 31   | 3    | 3            | 1            | 1          | 0          | —      | —      | 35    | 4     |
| Астон Вилла                      | Итого            | Итого            | 113  | 17   | 6            | 2            | 9          | 5          | 1      | 0      | 129   | 24    |
| Уотфорд (аренда)                 | 2010–11          | Чемпионшип       | 18   | 4    | 1            | 0            | —          | —          | —      | —      | 19    | 4     |
| Уотфорд (аренда)                 | 2011–12          | Чемпионшип       | 3    | 0    | —            | —            | —          | —          | —      | —      | 3     | 0     |
| Уотфорд (аренда)                 | Итого            | Итого            | 21   | 4    | 1            | 0            | —          | —          | —      | —      | 22    | 4     |
| Дерби Каунти                     | 2015–16          | Чемпионшип       | 30   | 4    | 1            | 0            | 1          | 0          | 1      | 0      | 33    | 4     |
| Дерби Каунти                     | 2016–17          | Чемпионшип       | 11   | 0    | 0            | 0            | 1          | 0          | —      | —      | 12    | 0     |
| Дерби Каунти                     | 2017–18          | Чемпионшип       | 40   | 5    | 1            | 0            | 0          | 0          | 2      | 0      | 43    | 5     |
| Дерби Каунти                     | Итого            | Итого            | 81   | 9    | 2            | 0            | 2          | 0          | 3      | 0      | 88    | 9     |
| Дерби Каунти U23                 | 2016–17          | Чемпионшип       | —    | —    | —            | —            | —          | —          | 2      | 2      | 2     | 2     |
| Вулверхэмптон Уондерерс (аренда) | 2016–17          | Чемпионшип       | 19   | 2    | 2            | 1            | —          | —          | —      | —      | 21    | 3     |
| Бристоль Сити                    | 2018–19          | Чемпионшип       | 44   | 10   | 1            | 0            | 1          | 0          | —      | —      | 46    | 10    |
| Бристоль Сити                    | 2019–20          | Чемпионшип       | 45   | 9    | 2            | 0            | 0          | 0          | —      | —      | 47    | 9     |
| Бристоль Сити                    | 2020–21          | Чемпионшип       | 7    | 2    | 0            | 0            | 1          | 0          | —      | —      | 8     | 2     |
| Бристоль Сити                    | 2021–22          | Чемпионшип       | 46   | 22   | 1            | 0            | 0          | 0          | —      | —      | 47    | 22    |
| Бристоль Сити                    | 2022–23          | Чемпионшип       | 43   | 6    | 2            | 0            | 2          | 1          | —      | —      | 47    | 7     |
| Бристоль Сити                    | 2023–24          | Чемпионшип       | 20   | 1    | 1            | 0            | 0          | 0          | —      | —      | 21    | 1     |
| Бристоль Сити                    | Итого            | Итого            | 205  | 50   | 7            | 0            | 4          | 1          | —      | —      | 216   | 51    |
| Вест Бромвич Альбион (аренда)    | 2023–24          | Чемпионшип       | 12   | 2    | —            | —            | —          | —          | 1      | 0      | 13    | 2     |
| Блэкберн Роверс                  | 2024–25          | Чемпионшип       | 30   | 7    | 2            | 1            | 2          | 1          | —      | —      | 34    | 9     |
| Итого за карьеру                 | Итого за карьеру | Итого за карьеру | 481  | 91   | 20           | 4            | 17         | 7          | 7      | 2      | 523   | 104   |

1. ↑  Выступление в Лиге Европы УЕФА
2. 1 2 3  Выступление в плей-офф Чемпионшипа
3. ↑  Выступление в Трофее Английской футбольной лиги

### Статистика за сборную
| Сборная | Год   | Игры | Голы |
| ------- | ----- | ---- | ---- |
| Австрия | 2012  | 2    | 0    |
| Австрия | 2013  | 8    | 0    |
| Австрия | 2014  | 3    | 0    |
| Австрия | 2015  | 1    | 0    |
| Австрия | 2022  | 7    | 1    |
| Австрия | 2024  | 5    | 1    |
| Итого   | Итого | 26   | 2    |

В таблице результатов сначала указаны голы Австрии, в столбце «Счёт» после каждого гола Ваймана указан счёт.
| № | Дата          | Место встречи                       | Соперник | Счёт | Результат | Соревнование                      |
| - | ------------- | ----------------------------------- | -------- | ---- | --------- | --------------------------------- |
| 1 | 10 Июня 2022  | Эрнст Хаппель, Вена, Австрия        | Франция  | 1–0  | 1–1       | Лига наций УЕФА 2022/2023. Лига A |
| 2 | 23 Марта 2024 | Тегельне поле, Братислава, Словакия | Словакия | 2–0  | 2–0       | Товарищеский матч                 |

## Достижения
- Чемпион Англии среди игроков до 18 лет: 2007/08
- Чемпион Англии среди резервных команд: 2008/09